# Haaretz-Gruppe
Die Haaretz-Gruppe (hebräisch קבוצת הארץ) ist ein vom Verleger Amos Schocken geführtes Medienunternehmen mit Sitz in Tel Aviv, Israel.

## Geschichte
Die Gruppe wurde von Salman Schocken 1935 mit dem Kauf der Tageszeitung Haaretz gegründet. 1939 übernahm sein Sohn Gershom Schocken die Leitung der Gruppe, die er bis zu seinem Tod 1990 innehatte. Seitdem führt wiederum dessen Sohn Amos das Unternehmen, was die Gruppe lange Zeit vollständig im Besitz der Schocken Familie hielt. Im August 2006 erwarb der M. DuMont Schauberg Verlag (M. DuMont Schauberg Expedition der Kölnischen Zeitung GmbH & Co. KG) in Form einer Direktinvestition 25 % der Gruppe, wobei sich der Wert des Unternehmens auf 100 Mio. Euro erhöhte. Heute ist die Gruppe nach Umsatz das zweitgrößte Medienunternehmen Israels.

## Beteiligungen
Zur Gruppe gehören:
- Haaretz Daily Newspaper Ltd. (Herausgeber der Tageszeitung Haaretz, die auf Hebräisch und Englisch erscheint)
- Hotza'at Schocken (Buchverlag)
- Reschet Schocken (Herausgeber von 15 israelischen lokalen Wochenzeitungen mit einer Gesamtauflage von ca. 550.000 Exemplaren z. B. Ha’ir in Tel Aviv, Kol Ha'ir in Jerusalem und Kolbo)

- The Marker (Finanzbeilage der Tageszeitung Haaretz und TheMarker Online, ein Internet-Finanzportal in hebräischer und englischer Sprache)
- Einajim (Kindermagazin)
- Walla! (Internetportal; Beteiligung 33 %)

Alle Publikationen werden in der Haaretz-eigenen Druckerei hergestellt.